# Gazprom Hungarian Open 2017 - Qualificazioni singolare
Le qualificazioni del singolare del Gazprom Hungarian Open 2017 sono state un torneo di tennis preliminare per accedere alla fase finale della manifestazione. I vincitori dell'ultimo turno sono entrati di diritto nel tabellone principale. In caso di ritiro di uno o più giocatori aventi diritto a questi sono subentrati i lucky loser, ossia i giocatori che hanno perso nell'ultimo turno ma che avevano una classifica più alta rispetto agli altri partecipanti che avevano comunque perso nel turno finale.

## Teste di serie
1. Aljaž Bedene (qualificato)
2. Dušan Lajović (primo turno)
3. Evgeny Donskoy (ultimo turno, Lucky loser)
4. Sergiy Stakhovsky (ultimo turno, Lucky loser)

1. Norbert Gombos (primo turno)
2. Marius Copil (ultimo turno, Lucky loser)
3. Bjorn Fratangelo (qualificato)
4. Maximilian Marterer (qualificato)

## Qualificati
1. Aljaž Bedene
2. Bjorn Fratangelo

1. Laslo Đere
2. Maximilian Marterer

### Lucky loser
1. Evgeny Donskoy
2. Sergiy Stakhovsky

1. Marius Copil

## Tabellone

### Legenda
| - Q = Qualificato - WC = Wild card - LL = Lucky loser | - ALT = Alternate - SE = Special Exempt - PR = Protected Ranking | - w/o = Walkover - r = Ritirato - d = Squalificato |

### Sezione 1
|  | Primo turno | Primo turno   | Primo turno   | Primo turno | Primo turno |  |  | Ultimo turno | Ultimo turno | Ultimo turno | Ultimo turno | Ultimo turno |  |
|  |             |               |               |             |             |  |  |              |              |              |              |              |  |
|  | 1           | Aljaž Bedene  | Aljaž Bedene  | 6           | 6           |  |  |              |              |              |              |              |  |
|  |             | Federico Gaio | Federico Gaio | 4           | 2           |  |  | 1            | Aljaž Bedene | 6            | 62           | 6            |  |
|  |             | Samuel Groth  | 6             | 4           | 2           |  |  | 6            | Marius Copil | 2            | 7            | 1            |  |
|  | 6           | Marius Copil  | 4             | 6           | 6           |  |  |              |              |              |              |              |  |

### Sezione 2
|  | Primo turno | Primo turno      | Primo turno      | Primo turno | Primo turno |  |  | Ultimo turno | Ultimo turno     | Ultimo turno | Ultimo turno | Ultimo turno |  |
|  |             |                  |                  |             |             |  |  |              |                  |              |              |              |  |
|  | 2           | Dušan Lajović    | 4                | 6           | 4           |  |  |              |                  |              |              |              |  |
|  | WC          | Attila Balázs    | 6                | 1           | 6           |  |  | WC           | Attila Balázs    | 3            | 7            | 4            |  |
|  |             | Tobias Kamke     | Tobias Kamke     | 1           | 3           |  |  | 7            | Bjorn Fratangelo | 6            | 5            | 6            |  |
|  | 7           | Bjorn Fratangelo | Bjorn Fratangelo | 6           | 6           |  |  |              |                  |              |              |              |  |

### Sezione 3
|  | Primo turno | Primo turno    | Primo turno    | Primo turno | Primo turno |  |  | Ultimo turno | Ultimo turno   | Ultimo turno | Ultimo turno | Ultimo turno |  |
|  |             |                |                |             |             |  |  |              |                |              |              |              |  |
|  | 3           | Evgeny Donskoy | Evgeny Donskoy | 6           | 7           |  |  |              |                |              |              |              |  |
|  |             | Aldin Šetkić   | Aldin Šetkić   | 4           | 63          |  |  | 3            | Evgeny Donskoy | 4            | 7            | 2            |  |
|  |             | Laslo Đere     | 4              | 6           | 7           |  |  |              | Laslo Đere     | 6            | 64           | 6            |  |
|  | 5           | Norbert Gombos | 6              | 4           | 5           |  |  |              |                |              |              |              |  |

### Sezione 4
|  | Primo turno | Primo turno         | Primo turno         | Primo turno | Primo turno |  |  | Ultimo turno | Ultimo turno        | Ultimo turno        | Ultimo turno | Ultimo turno |  |
|  |             |                     |                     |             |             |  |  |              |                     |                     |              |              |  |
|  | 4           | Sergiy Stakhovsky   | Sergiy Stakhovsky   | 6           | 6           |  |  |              |                     |                     |              |              |  |
|  | WC          | Zsombor Piros       | Zsombor Piros       | 2           | 4           |  |  | 4            | Sergiy Stakhovsky   | Sergiy Stakhovsky   | 67           | 3            |  |
|  |             | Mirza Bašić         | Mirza Bašić         | 2           | 2           |  |  | 8            | Maximilian Marterer | Maximilian Marterer | 7            | 6            |  |
|  | 8           | Maximilian Marterer | Maximilian Marterer | 6           | 6           |  |  |              |                     |                     |              |              |  |